# Oecetis kalidasa
Oecetis kalidasa is een schietmot uit de familie Leptoceridae. De soort komt voor in het Oriëntaals gebied.